# Hattie McDaniel
Hattie McDaniel va ser una actriu estatunidenca, nascuda el 10 de juny de 1895 a Wichita, Kansas i morta el 26 d'octubre de 1952 a Los Angeles.

## Biografia
Filla d'un pare pastor baptista de Richmond, Virgínia i d'una mare originària de Nashville, Tennessee, comença a divuit anys una carrera d'actriu cantant en vodevils i a la ràdio. El 1932, fa el seu començament en el cinema on és reduïda essencialment a papers de criada. El 1936, Show Boat li suposa ser la primera vegada en què destaca.
Però és el 1939, amb el seu paper de Mamma en Allò que el vent s'endugué, que aconsegueix un renom. En l'estrena mundial al segregacionista Fox Theater d'Atlanta el 15 de desembre de 1939, se li prohibeix l'accés a la projecció. Obté llavors l'Oscar a la millor actriu secundària, cosa que la converteix en la primera artista negra a obtenir aquest premi (el 29 de febrer de 1940). Van haver de passar vint-i-quatre anys abans de veure un altre actor negre rebre un Oscar (Sidney Poitier).
Era la germana dels actors i cantants Sam McDaniel (mort el desembre de 1962), Etta McDaniel (morta el desembre de 1946) i Otis McDaniel. Va estar casada quatre vegades.

## Premis
- Oscar a la millor actriu secundària 1940 per Allò que el vent s'endugué.[4]
- Té una estrella al Passeig de la Fama de Hollywood el 1719 de Vine Street.

## Filmografia selecta
- The Golden West (1932)
- Love Bound (1932)
- Impatient Maiden (1932)
- Are You Listening? (1932)
- The Washington Masquerade (1932)
- The Boiling Point (1932)
- Crooner (1932)
- Blonde Venus de Josef von Sternberg (1932)
- Hypnotized (1932)
- Hello, Sister (1933)
- I'm No Angel de Wesley Ruggles (1933)
- Merry Wives of Reno (1934)
- Operator 13 (1934)
- King Kelly of the U.S.A. (1934)
- El jutge Priest (Judge Priest) de John Ford (1934)
- Flirtation (1934)
- Lost in the Stratosphere (1934)
- Babbitt (1934)
- Little Men (1934)
- The Little Coronel de David Butler (1935)
- Transient Lady (1935)
- Traveling Saleslady (1935)
- China Seas de Tay Garnett (1935)
- Somnis de joventut (Alice Adams) de George Stevens (1935)
- Murder by Television (1935)
- Harmony Lane (1935)
- Music Is Magic (1935)
- Another Face (1935)
- We're Only Human (1935)
- Can This Be Dixie? (1936)
- Next Time We Love d'Edward H. Griffith (1936)
- The First Baby (1936)
- The Singing Kid (1936)
- Gentle Julia (1936)
- Show Boat de James Whale (1936)
- High Tension (1936)
- Casa't i ja ho veuràs (The Bride Walks Out) de Leigh Jason (1936)
- Postal Inspector (1936)
- Star for a Night (1936)
- Valiant Is the Word for Carrie (1936)
- Libeled Lady (1936)
- Reunion (1936)
- Mississippi Moods (1937)
- Racing Lady (1937)
- Don't Tell the Wife (1937)
- The Crime Nobody Saw (1937)
- The Wildcatter (1937)
- Saratoga (1937)
- Stella Dallas de King Vidor (1937)
- Sky Racket (1937)
- Over the Goal (1937)
- Merry Go Round of 1938 (1937)
- La reina de Nova York (Nothing Sacred) de William A. Wellman (1937)
- 45 Fathers (1937)
- Quick Money (1937)
- True Confession de Wesley Ruggles (1937)
- Battle of Broadway (1938)
- Intrigues femenines (Vivacious Lady) (1938)
- The Shopworn Angel (1938)
- Amanda (Carefree) de Mark Sandrich (1938)
- The Mad Miss Manton de Leigh Jason (1938)
- The Shining Hour de Frank Borzage (1938)
- Everybody's Baby (1939)
- Zenobia de Gordon Douglas (1939)
- Allò que el vent s'endugué (Gone with the wind) de Victor Fleming (1939)
- Maryland (1940)
- The Great Lie d'Edmund Goulding (1941)
- Affectionately Yours de Lloyd Bacon (1941)
- Van morir amb les botes posades (They Died with Their Boots On) de Raoul Walsh (1941)
- The Male Animal d'Elliott Nugent (1942)
- In This Our Life de John Huston (1942)
- George Washington Slept Here (1942)
- Johnny Come Lately (1943)
- Thank Your Lucky Stars de David Butler (1943)
- Since You Went Away de John Cromwell (1944)
- Janie de Michael Curtiz (1944)
- Three Is a Family (1944)
- Hi, Beautiful (1944)
- Janie Gets Married (1946)
- Margie de Henry King (1946)
- Never Say Goodbye de James V. Kern (1946)
- Song of the South de Harve Foster i Wilfred Jackson (1946)
- The Flame (1947)
- Mickey (1948)
- Family Honeymoon de Claude Binyon (1949)
- The Big Wheel (1949)

### Petits papers
- Mickey's Rescue (1934)
- Fate's Fathead (1934)
- The Chases of Pimple Street (1934)
- Anniversary Trouble (1935)
- Okay Toots! (1935)
- Wig-Wag (1935)
- The Four Star Boarder (1935)
- Arbor Day (1936)